# Hilde Firtel
Hildegard Louise „Hilde“ Firtel (* 27. Juli 1910 in Wien; † 2. Dezember 1991 in Frankfurt am Main) war eine österreichische Autorin, Übersetzerin und Komponistin.

## Leben
Hilde Firtel entstammte einem jüdischen Elternhaus und konvertierte zum katholischen Glauben. Sie wollte anfangs Musikerin werden und lebte – bedingt durch den „Anschluss Österreichs“ an Hitler-Deutschland – in Italien und dann in Großbritannien, wo sie die Legio Mariae kennen lernte. 1945 konnte sie als Angehörige der United States Army als Legionsgesandtin nach Deutschland gehen und baute dort in allen Diözesen die Legio Mariae auf.

## Publikationen
- Ein Mädchen erobert Afrika. Edel Quinn, Gesandtin der Legion Mariens. Kanisius Verlag, Freiburg (Schweiz) 1955.
- Gesandtin ohne Diplomatenpass. Abenteuer im Dienste einer Grossmacht. Kanisius Verlag, Freiburg (Schweiz) 1957.
- „… denn mein Mann wollte Priester werden.“ Leben und Werk der Mater Cornelia Connelly. Kanisius Verlag, Freiburg (Schweiz) 1957.
- Kamillus. Der Heilige vom roten Kreuz. Kanisius Verlag, Freiburg (Schweiz) 1960.
- Musik des Schweigens. Roman. Verlag Alsatia, Freiburg im Breisgau/Colmar 1961.
- Apostel ohne Stola. Laien-Apostel Alfons Lambe, Legionsgesandter, 1932–1959. Kanisius Verlag, Freiburg (Schweiz) 1961.
- Maria führt. Das Geheimnis der Legion Mariens. Kanisius Verlag, Freiburg (Schweiz) 1963.
- Heilige Rita von Cascia. Die Helferin in aussichtslosen Fällen. Kanisius Verlag, Freiburg (Schweiz) 1964, 2010, ISBN 978-3-942142-06-9.
- Die heilige Rita. Novene, Gebete, geistige Wallfahrt. Kanisius Verlag, Freiburg (Schweiz) 1967.
- Dorothea von Montau. Eine deutsche Mystikerin. Kanisius Verlag, Freiburg (Schweiz) 1968.
- Ein Leben für Christus. Frank Duff und die Legion Mariens. EOS-Verlag, St. Ottilien 1983, ISBN 3-88096-156-5.
- Die grössere Liebe. Das Leben der Gianna Beretta Molla. Rosenkranz-Sühnekreuzzug um den Frieden der Welt, Wien 1989.
- Vorbeter für Millionen. P. Petrus Pavlicek OFM. Rosenkranz-Sühnekreuzzug um den Frieden der Welt, Wien 1990.
- Wunderbare Mutter. Betrachtungen für den Mai-Monat. 2. überarbeitete Auflage, Legion Mariens – Senatus Frankfurt, Frankfurt am Main 1995.
- Pfarrer Albert Perabo. 1885–1957. Ein Wandel in der Liebe. 2. Auflage, Legion Mariens – Senatus Frankfurt, Frankfurt am Main 1996.

### Übersetzungen
- Ludwig Maria Grignion von Montfort: Das Goldene Buch der vollkommenen Hingabe an Maria. Vollständige neue Übersetzung. Vorwort und einleitende Kapitel von Rudolf Graber, Freiburg/Schweiz 1954.
- Armando Zavatta: Zwölf Jahre im Sowjetparadies. Kanisius Verlag, Freiburg (Schweiz) 1958.
- Ludwig Maria Grignion von Montfort Brief an die Freunde des Kreuzes. Kanisius Verlag, Freiburg (Schweiz) 1958.
- Maria Ildefonsa Rigamonti: Sendbotin des Heiligen Antlitzes. Schwester Maria Pierina de Micheli. Übersetzung aus dem Italienischen. Kanisius Verlag, Freiburg (Schweiz) 1959.
- Gine Victor: Mein Freund Carlo. Übersetzung aus dem Französischen. Verlag Alsatia, Colmar 1960.
- Der Geist der Legion Mariens. von Frank Duff. Übersetzung aus dem Englischen. Kanisius Verlag, Freiburg (Schweiz) 1960.
- Henriette Robitaillie: Auf purpurnen Stufen.  Übersetzung aus dem Französischen. Verlag Alsatia, Colmar 1960.
- Bruno Saint-Hill: Pfiffi, der Schatzsucher. Illustrationen von Pierre Joubert, Übersetzung aus dem Französischen. Verlag Alsatia, Colmar 1961.
- Simone Commandeur: Die Schatten. Erzählung. Illustration von Michel Gourlier. Spurbuch, Verlag Alsatia, Colmar 1961.
- Jean d’ Izieu: Catherine. Roman. Illustrationen von Pierre Joubert, Verlag Alsatia, Colmar 1961.
- Michel Sicard: Auf den Spuren des Königs. Übersetzung aus dem Französischen, Spurbuch, Verlag Alsatia, Colmar 1961.
- Dan Corby aka Arthur Catherall: Notlicht aus der Tiefe.  Illustrationen von Werner Kulle. Übersetzung aus dem Englischen. Engelbert-Verlag, Balve i. W. 1963.
- Frank Duff: Maria soll herrschen. Kanisius Verlag, Freiburg (Schweiz) 1963.
- Léon-Joseph Suenens: Maria im Plan Gottes. Kurze Gesamtschau der kirchlichen Mariologie. Übersetzung aus dem Französischen. Kanisius Verlag, Freiburg (Schweiz) 1963.
- Mario Gozzini: Das Konzil, Tor zur Welt. Mit ausgewählten Texten des kirchlichen Lehramtes. Übersetzung aus dem Italienischen. Kaffke, Bergen-Enkheim b. Frankfurt am Main 1963.
- Dan Corby: Radarpeilung von Wrack Hai. Illustrationen von Werner Kulle. Übersetzung aus dem Englischen. Engelbert-Verlag, Balve i. W. 1965.

## Kompositionen
- Drei Klavierstücke: Elflein auf der Heide, Im Zaubergarten, Herzentanz („Meinem lieben Vater gewidmet.“ Weihnachten 1926).
- Drei Klavierstücke: Ouverture, Elegie, Danse Russe.
- Fünf Lieder für Sopran und Kammerorchester: Goldenes Licht, Meine Seele ist krank, Blühender Jasmin, In den Falten meines blauen Kleides, Der Herbstwind.
- Duett für Sopran und Alt mit Klavier: In den hellen Sommernächten.
- Konzert für Klavier und Orchester.[1]